# Lucien Pothier
Lucien Pothier (Cuy, 15 gennaio 1883 – Troyes, 29 aprile 1957) è stato un ciclista su strada francese, soprannominato "Le Bouclier de Sens". Professionista dal 1903 al 1921, giunse secondo nella prima edizione del Tour de France.

## Piazzamenti

### Grandi Giri
- Tour de France

1903: 2º
1904: declassato
1907: ritirato (4ª tappa)
1908: ritirato (4ª tappa)
1909: ritirato (2ª tappa)
1910: 28º
1911: 20º
1921: 32º

### Classiche monumento
- Parigi-Roubaix

1900: 10º
1902: 18º
1904: 3º
1907: 11º